# Phytomyptera erisma
Phytomyptera erisma là một loài ruồi trong họ Tachinidae.